# Sigismund Wernekinck
Sigismund Wernekinck (vollständiger Name Hermann Wilhelm Edwin Sigismund Wernekinck) (* 18. März 1872 in Bromberg; † 8. November 1921 in Berlin) war ein deutscher Bildhauer.

## Leben und Wirken
Seine Eltern waren der Regierungs- und Baurat Alexander Wernekinck und dessen Ehefrau Clara Florentine geb. Schultz. Die Familie übersiedelte noch in dessen Geburtsjahr nach Berlin, wo er aufwuchs. Während seiner freien Zeit als Gymnasiast besuchte er beinahe täglich den zoologischen Garten. Dort übte er sich im Zeichnen und Modellieren nach der Natur. Nach Verlassen des Gymnasiums im Frühjahr 1891 besuchte er zwischenzeitlich die Zeichenschule des Malers Adolf Schlabitz. Im gleichen Jahr wurde zu seiner Freude erstmalig eine von ihm erstellte Statue eines jungen Löwen auf der Internationalen Berliner Kunstausstellung ausgestellt. Mit dem Wintersemester des Jahres 1891 begann er sein Studium an der Königlichen Akademischen Hochschule für die bildenden Künste zu Berlin. Zu seinen Lehrern zählten dort Otto Brausewetter, Gerhard Janensch, Ernst Herter, Peter Breuer und der Anatom Hans Virchow. Das Studium dauerte unterbrochen durch zwischenzeitlichen Militärdienst bis 1899 an.
Nach Abschluss des Studiums wurde er in das akademische Meisteratelier für Bildhauerei von Reinhold Begas aufgenommen. Reinhold Begas stand diesem bis Ende März 1903 vor und verließ dieses auf eigenes Ersuchen. Mit einem öffentlichen Gesuch an den Deutschen Kaiser versuchten seine Meisterschüler die Entscheidung von Reinhold Begas noch zu ändern. Ab April 1903 übernahm schließlich Professor Ludwig Manzel die Leitung des Meisterateliers. Neben Sigismund Wernekinck entschieden sich drei weitere der bisherigen Meisterschüler gemeinsam ein eigenes Atelier zu erbauen (Hermann Hosaeus, Walter Hauschild, Walther Schmarje). Bis zum Sommersemester 1903 waren sie noch im Matrikelbuch des Meisterateliers eingeschrieben. Im Berliner Adressbuch von 1904 findet sich die Adresse des neuen Ateliers in der Hundekehlestraße (Ateliergebäude am Roseneck). Im Berliner Adressbuch von 1906 verändert sich die Adresse in der Hundekehlestraße dann zu Atelierhaus Raum, benannt nach dem Bildhauer Alfred Raum.
Er war langjährig Mitglied im Verein Berliner Künstler und wurde bei den jährlichen Wahlen bis 1916 mehrmals zum zweiten Vorsitzenden gewählt. Als Mitglied der Ausstellungs-Kommission war er 1907 zuständig für die Zusammenstellung der Plaketten- und Medaillensonderausstellung auf der Großen Berliner Kunstausstellung. Im Jahr 1910 war er ein weiteres Mal Mitglied der Ausstellungs-Kommission. Mit eigenen Werken war er seit 1899 auf der Ausstellung in Berlin vertreten, stellte aber auch u. a. in München aus.
Mit Beginn des Ersten Weltkriegs trat er als Oberleutnant der Reserve in den Kriegsdienst ein. Er diente anfänglich in einem bayerischen Ersatz-Bataillon und wurde nach verschiedenen Stationen erst Anfang 1920 endgültig aus dem aktiven Dienst entlassen. Nach seiner Rückkehr aus dem Militärdienst verblieb ihm nur noch ein Jahr bis zu seinem frühen Tod.
Er war seit November 1905 verheiratet und hinterließ eine Tochter und einen Sohn.
Bekannt ist Sigismund Wernekinck heutzutage vor allem durch die Fertigung von Büsten sowie Klein-, Tier- und Grabplastiken. Seine Entwürfe wurden zudem erfolgreich von einigen Porzellanfabriken, wie Friedrich Goldscheider, der Königlichen Porzellan-Manufaktur Berlin (KPM), der Ph. Rosenthal AG, Metzler & Ortloff, Galluba & Hofmann aus Ilmenau, Gebrüder Heubach (Lichte) u. a. umgesetzt und sind bis in die Gegenwart bei Sammlern sehr begehrt.

## Werk (Auswahl)
- 1900: ausgezeichneter Entwurf für den Wettbewerb um den zu errichtenden Monumentalbrunnen in der Stadt Oppeln, umgesetzt wurde der Entwurf von Edmund Gomansky[7]
- 1901: Entengruppe ausgestellt auf der Großen Berliner Kunstausstellung
- um 1902: Panther mit Schlange kämpfend, Metallguss auf Granitplinthe[6]
- 1903: Goldfischschale mit zwei Marabus, ausgestellt auf der Großen Berliner Kunstausstellung
- 1905: Grabdenkmal für Geheimrat Otto Nitzsch in Bielefeld[8]
- 1906: Büste Gerhart Hauptmann, ausgestellt auf der Großen Berliner Kunstausstellung
- 1907: „Die Menschen die nennen es Liebe“, ein vergoldeter Amor reitet auf einem Bronzelöwen[9]
- ??: Wellensittich, Bronze bunt bemalt und berieben, auf schwarzem Marmorsockel[9]
- 1907: zwei Statuen von lebensgroßen Edelhirschen als Geschenk für Königin Wilhelmina der Niederlande für den Eingang des Schlosses Het Loo[10]
- 1907: mit Hauptpreis ausgezeichneter Entwurf für den Wettbewerb zur Ausschmückung des Pappelplatzes in Berlin, umgesetzt wurde der Entwurf von Ernst Wenck[11]
- ??: Katze, mit einem Ball spielend, Weißporzellan, an der Plinthe Mäuse aufgemalt, hergestellt in Ilmenau, Fa. Galluba und Hoffmann
- ??: Vergoldeter Papagei, Bronze, auf schwarzem Marmor-Würfel
- ??: Marabu auf Marmorplinthe, gegossen bei Hermann Gladenbeck[6]
- ??: Affe, Bronze, braun patiniert[6]
- 1909: Schreitender Eisbär, Weißporzellan, hergestellt in der KPM Berlin[6]
- ca. 1910: Sitzender Hamster[12]
- ca. 1910: Chryselephantin-Figur, Dame in antikem Kleid, in den erhobenen Armen ein Schwert haltend, auf einem schwarzen Marmor-Würfel; Bronze, vergoldet, Unterarme und Kopf aus Elfenbein[9]
- 1910: Büste Johannes Kahlbaum, Marmor, 1910 auf der Großen Berliner Kunstausstellung, danach dauerhaft im Saal des Germanischen Museums in Nürnberg ausgestellt
- 1910, 1916: Büsten Kleines Mädchen, Junges Mädchen mit Haube, jeweils weißer Marmor, vermutlich seiner 1906 geborenen Tochter Ursula gewidmet[6][9]
- 1914: Ausführung des Schulze-Delitzsch-Brunnens in Allenstein nach Entwürfen des verstorbenen Hans Arnold:
 Ein mehrere Meter hoher Obelisk, an dessen quadratischem Fuß auf jeder Seite ein Kupferrelief angebracht ist; eins davon zeigt ein Porträt des Sozialreformers Hermann Schulze-Delitzsch. Der Obelisk steht in einer achteckigen Brunnenschale, die wiederum auf vier steinernen Füßen gelagert ist. Wasser läuft aus der oberen Schale durch Wasserspeier in eine größere ebenfalls achteckige untere Brunnenschale.[13]

## Ausstellungen
Ausstellungsbeteiligungen (Auswahl):
- Internationale Berliner Kunstausstellung 1891[1]
- Münchener Jahres-Ausstellung 1898 im Glaspalast
- Große Berliner Kunstausstellung 1899
- Große Berliner Kunstausstellung 1900
- Große Berliner Kunstausstellung 1901
- Große Berliner Kunstausstellung 1902
- Große Berliner Kunstausstellung 1903
- Große Berliner Kunstausstellung 1904
- Große Berliner Kunstausstellung 1905
- Große Berliner Kunstausstellung 1906
- Große Berliner Kunstausstellung 1907
 (als Aussteller und in der Ausstellungs-Kommission als Vertreter des Vereins Berliner Künstler)
- Große Berliner Kunstausstellung 1908
 (als Aussteller und als stellv. Schriftführer)
- Große Berliner Kunstausstellung 1909
- Große Berliner Kunstausstellung 1910
 (als Aussteller und in der Ausstellungs-Kommission als Vertreter des Vereins Berliner Künstler)
- Münchener Jahresausstellung 1910 im königlichen Glaspalast[14]
- Große Berliner Kunstausstellung 1911
 (als Aussteller und mit Porzellanen nach seinen Entwürfen für die Porzellanfabrik Galluba & Hofmann und die Königliche Porzellan-Manufaktur Berlin)[15]
- Münchener Jahresausstellung 1912 im königlichen Glaspalast
- Große Berliner Kunstausstellung 1913
- Große Berliner Kunstausstellung 1914
- Große Berliner Kunstausstellung 1916